# .ph
.phは国別コードトップレベルドメイン（ccTLD）の1つで、フィリピンに割り当てられている。

## 導入
.phドメインの公式登録機関はdotPH Domains Inc.である。dotPHはPHドメイン名の中で特に.ph、.com.ph、.net.ph、.org.ph、.mil.ph、.ngo.ph、.i.phのデータベースを作成し、維持している。登録は、フィリピン国内の個人、企業、団体だけではなく、世界に開かれている.。
PHドメインは現在はdotPHの最高経営責任者でもあるJose Emmanuel "Joel" Disiniによって運営されている。Disiniは、ジョン・ポステルから1990年にドメインの管理を任されて以来、ドメインの管理を行っている。1999年8月にDisiniがITの専門家グループと設立したdotPHの社会奉仕部門であるPH Domain Foundationによって支援されている。
1994年、gov.phドメインの管理がフィリピン政府に一部委任された。同様に、edu.phの管理もPhilippine Network Foundation, Inc. (PHNET)に一部委任された。
dotPHはドメインの管理を行うだけではなく、ウェブホスティングやウェブデザイン等のウェブ関連サービスも手掛けている。また、.i.phドメインで無料のブログサービスも提供している。

## セカンドレベルドメイン
dotPHが管理
- .com.ph  — 商業
- .net.ph  — インターネット関連組織
- .org.ph  — 非営利組織
- .mil.ph  — 軍事
- .ngo.ph  — フィリピンの非政府機関
- .i.ph  — 個人用

DOSTが管理
- .gov.ph — 政府機関

PHNETが管理
- .edu.ph — 教育機関